# Heterusia barbara
Heterusia barbara là một loài bướm đêm trong họ Geometridae.